# Ludwik Klama
Ludwik Bernard Klama (ur. 20 sierpnia 1905 w Chorzowie, zm. 23 stycznia 1973 w Głuchołazach) – uczestnik I i II powstań śląskich, działacz ruchu oporu na Górnym Śląsku w latach II wojny światowej, żołnierz, harcerz, komendant hufca ZHP w Lublińcu, komendant Śląskiej Chorągwi Harcerzy, założyciel lublinieckiej komórki Organizacji Orła Białego, zasłużony dla Ziemi Lublinieckiej i Głuchołazów działacz społeczny odznaczony Złotym Krzyżem Zasługi.

## Życie i działalność społeczna
Ludwik Klama urodził się 20 sierpnia 1905 roku w Chorzowie jako najstarszy z czworga dzieci Pauliny zd. Świerc i Walentego Klamy. Po ukończeniu szkoły ludowej w Chorzowie w 1919 pracował jako pomocnik biurowy w Oberschlesische Stickstoffwerke AG Königshütte – późniejszej Państwowej Fabryce Związków Azotowych w Chorzowie. Należał do Towarzystwa Gimnastycznego „Sokół”. Brał udział w I powstaniu śląskim jako łącznik na terenie Chorzowa Starego i kurier przy komendzie Polskiej Organizacji Wojskowej w Chorzowie (dowódcą był jego ojciec – Walenty Klama). Uczestniczył także w II powstaniu śląskim, gdzie pełnił funkcję łącznika pod dowództwem Marcina Watoły na terenie Chorzowa Starego. W związku z tym, że jego ojciec w okresie plebiscytu na Górnym Śląsku był organizatorem wieców narodowych, Ludwik Klama roznosił ulotki i karty do głosowania po domach. Po Plebiscycie rodzina Klamów zamieszkała w Rybniku (najpierw na Młyńskiej, a następnie po wybudowaniu domu na Chwałowickiej 8a), zaś Ludwik Klama w 1921r. rozpoczął naukę w Seminarium Męskim w Węgrowcu (Poznańskie), gdzie zaprzyjaźnił się z Józefem Pukowcem, późniejszym Komendantem Chorągwi Śląskiej. Po ukończeniu dwóch kursów, gdy w wyniku plebiscytu część Górnego Śląska została przyłączona do Rzeczypospolitej Polskiej, przeniósł do Seminarium Nauczycielskiego w Pszczynie. Tam w 1925r. zdał maturę i otrzymał prawo nauczania w szkole.
Od września 1925 rozpoczął pracę w Szkole Podstawowej w Olszynie (gmina Herby) jako nauczyciel i p.o. kierownika szkoły, a także miejscowy organista przy nowo utworzonej parafii pw. Wniebowzięcia Najświętszej Marii Panny. W Olszynie założył drużynę harcerską i został jej drużynowym. W 1927 roku został mianowanym komendantem Hufca Lubliniec, którym kierował najprawdopodobniej do 1934. Początkowo Ludwik Klama kierował z hufcem z Olszyny, jednak aktywnie brał udział w jego życiu. Był inicjatorem pierwszego Zlotu Hufca, który odbył się 19 czerwca 1927r.
Dzięki zaangażowaniu Ludwika Klamy w powiecie lublinieckim w ciągu pół roku powstało 6 nowych drużyn: w Olszynie (którą sam prowadził), w Solarni, Koszęcinie, Kokotku, Lublińcu (reaktywuje się I MDH im. Tadeusza Kościuszki) i Lubszy. Wspierali go w tej pracy nauczyciele: Bronisław Prauza (kierownik szkoły w Koszęcinie), Rudolf Rzemieniecki (kierownik szkoły w Solarni), Wacław Bodziachowski (nauczyciel w Kokotku), Alfred Szulc (kierownik szkoły w Lubszy, kolega Klamy z pszczyńskiego seminarium), a także Alfred Jesionowski (nauczyciel lublinieckiego gimnazjum), Kazimierz Krzyszkowski i Michalina Konasiewiczówna (nauczyciele ze szkoły powszechnej w Lublińcu). Wraz z Jakubem Bazarnikiem (kierownikiem Szkoły Powszechnej w Lublińcu) w maju reaktywował Koło Przyjaciół Harcerstwa, któremu przewodził ks. Jan Szymała (kapelan 74 pułku piechoty stacjonującego w Lublińcu).
Latem 1927r. Klama zorganizował w Olszynie trzytygodniowy kurs zastępowych, który wizytowała Komendantka Męskiej Śląskiej Chorągwi ZHP – Wanda Jordanówna.
W 1928 podjął pracę w szkole powszechnej oraz w Publicznej Szkole Dokształcającej Zawodowej w Lublińcu, gdzie został nauczycielem języka polskiego, a od 1938 roku także rachunków. We wrześniu 1929r. ożenił się z Waleską z domu Kopyciok z Hadry. Dwa lata później przyszedł na świat ich syn – Bolesław.
W harcerstwie organizował kursy dla młodych instruktorów. W latach 1928–1929 uczestniczył w kursach instruktorskich dla czynnie pracujących nauczycieli w Katowicach, który prowadził Komendant Śląskiej Chorągwi Męskiej Marian Łowiński. Podsumowaniem jego starań i pracy harcerskiej jest otrzymanie w październiku 1929r. stopnia podharcmistrza. Uczestniczył II Zlocie Narodowym w Śródce koło Poznania (1929r), w III Światowym Zlocie Skautów – w Arrowe Park w Upton w Wielkiej Brytanii (1929r), otwarciu szkoły instruktorskiej na Buczu (1931r), Międzynarodowym Zlocie Skautów Wodnych w Garczynie (1932r) i IV Jamboore Skautowym w Gödöllő (1933r).
W roku 1932 został członkiem Honorowej Rady Starszyzny, działającej przy Komendzie Chorągwi Śląskiej. We wrześniu 1934r. – Ludwik Klama przekazał funkcję komendanta hufca Lubliniec swojemu młodszemu koledze – także nauczycielowi Szkoły Powszechnej w Lublińcu – Stanisławowi Wojciechowskiemu. Był nadal aktywnym harcerzem. W 1934 założył pierwszy Krąg Starszoharcerski im. Konstantego Damrota, zupełne novum w Chorągwi Śląskiej – w 1937 poza Lublińcem takie kręgi istniały jeszcze tylko w Rybniku i Tarnowskich Górach. W 1935r. wraz z harcerzami lublinieckimi wziął udział w Jubileuszowym Zlocie Harcerstwa Polskiego w Spale. W 1935 r. został mianowany na funkcję wizytatora Śląskiej Komendy Chorągwi na hufce Tarnowskie Góry i Lubliniec. Rok później w marcu 1936r. (Rozkaz Naczelnictwa ZHP L.5 z 15.03.1936) otrzymał stopień harcmistrza, a następnie wszedł w skład władz Chorągwi Śląskiej – w Wydziale Kształcenia Starszyzn. W 1936 został także mianowany kierownikiem Zarządu Obwodowego Kół Przyjaciół Harcerstwa.
Jako kierownik referatu prób instruktorskich w pierwszym półroczu 1938r. zorganizował sześć kursów teoretycznych dla podharcmistrzów: w Bielsku, Chorzowie, Brzezinach, Katowicach, Lublińcu i Rybniku. W kursach tych wzięło udział – 115 uczestników. W okresie letnim prowadził dwa obozy podharcmistrzowskie w Nowym Bieruniu: 1–14 lipca oraz 2–16 sierpnia. Podczas obozów pełnił funkcję komendanta.
W marcu 1939 podczas zjazdu Okręgu Śląskiego ZHP w marcu 1939r. Ludwik Klama został wyróżniony Srebrnym Krzyżem Zasługi oraz mianowany komendantem Śląskiej Chorągwi Harcerzy, którą to funkcję pełnił do 22 sierpnia 1939. 23 sierpnia 1939. został zmobilizowany i przydzielony do 74. Górnośląskiego Pułku Piechoty stacjonującego w Lublińcu w stopniu starszego strzelca. W składzie tego pułku brał udział w bojach wrześniowych, między innymi pod Złotym Potokiem. 17 września został ranny w boju pod Kowolem, a 24 września dostał się do niewoli niemieckiej w okolicach Lublina. Po zwolnieniu z obozu przejściowego w Szydłowie pod Radomiem, pod koniec października 1939 r. wrócił do Lublińca, skąd najpierw skierowany został do pracy w Waleńczowie, a następnie w Kłobucku. W tym czasie rozpoczął działalność konspiracyjną, najpierw kolportując pisma „Ku Wolności” i „Zryw” wśród harcerzy i mieszkańców Lublińca (od grudnia 1939 wspierali go w tym: harcerka Agnieszka Jaguś oraz instruktorzy Konrad Mańka i Jan Blacha, właściciela sklepu z tytoniowego) następnie tworząc na terenie powiatu lublinieckiego Tajną Organizację Wojskową „Orła Białego”, której był komendantem. Tworzył też konspiracyjną komendę hufca w Lublińcu. Wśród jego współpracowników znalazło się wielu harcerzy przedwojennych, w tym Konrad Mańka. 18 grudnia 1940 nastąpiły aresztowania członków organizacji (w sumie tego dnia aresztowano 46 członków tej organizacji – za rozpracowanie lublinieckich harcerzy odpowiadał między innymi – były oficer 74 GPP – Józef Bartocha, członek Organizacji Orła Białego w Lublińcu, a równocześnie współpracownik Gestapo ps. „Karman”). Ludwika Klamę aresztowano 11 stycznia 1941 roku, po uprzednim przeszukaniu mieszkania, przez gestapo, z nim też zabrano część dokumentacji harcerskiej i zdjęcia. Tego samego dnia, władze hitlerowskie oskarżyły go o zdradę Trzeciej Rzeszy. Staje przed sądem, najpierw w Lipsku, potem w Berlinie, na koniec w Katowicach. 13 marca 1942 roku, z pozostałymi członkami organizacji, zostaje uniewinniony, dzięki bohaterskiej postawie Konrada Mańki, który winę wziął na siebie, został skazany na śmierć i ścięty 14 lipca 1942r. Ludwik Klama po powrocie z więzienia aż do zakończenia wojny pracował jako fakturzysta w przedsiębiorstwie Olleck w Lublińcu. W tym samym czasie Walenty Klama, ojciec Ludwika – aresztowany przez Niemców już na początku wojny we września 1939r. – został przewieziony z KL Buchenwald do KL Dachau, gdzie zmarł po dwóch tygodniach – 24 lipca 1942 r.
Po wyzwoleniu Lublińca Ludwik Klama wszedł w skład Komitetu Obywatelskiego, który zabezpieczał placówki szkolne na terenie miasta i powiatu, szczególnie na terenach, które przyłączono do Polski, jak Ciasna, Molna, Sieraków czy Dobrodzień. Tam organizował polskie szkoły. Do marca 1946 r. dzięki jego pomocy udało się zorganizować 27 szkół, na terenie powiatu i okolic. Pełnił funkcję inspektora szkolnego, kierownika Zasadniczej Szkoły Zawodowej (obecnie Zespół Szkół Ogólnokształcąco-Technicznych) w Lublińcu, organizował zbiórkę polskich książek wśród mieszkańców miasta na wyposażenie szkolnych bibliotek. Sam przekazał na ten cel większość swojego księgozbioru.
Od września 1946, z polecenia Kuratorium Okręgu Szkolnego Śląskiego w Katowicach, organizował Szkołę Zawodową (obecnie Zespół Szkół) w Głuchołazach i do 1952 był jej dyrektorem. W 1953 został pozbawiony funkcji dyrektora, zwolniony z pracy i aresztowany za działalność w harcerstwie przedwojennym i wrogi stosunek do PRL-u. Szkoła w Głuchołazach została rozwiązana, a Ludwik Klama skierowany do pracy w Drawsku Pomorskim. W 1955, Ludwik Klama wrócił na Górny Śląsk i rozpoczął pracę w Technikum Rolniczym w Nysie, gdzie pełnił funkcję zastępcy dyrektora do spraw pedagogicznych i nauczyciela historii. W 1956 podczas tzw. odwilży został zrehabilitowany. Trzy lata później po raz kolejny został dyrektorem Technikum Zawodowego w Głuchołazach. Dzięki jego staraniom w 1965 r. został zbudowany nowy obiekt szkolny – warsztaty. W 1968 przeszedł na emeryturę. Mimo tego nadal brał udział w pracy szkoły, spotykał się z harcerzami, był aktywnym członkiem ZBoWiD-u. Zmarł 23 stycznia 1973 r. w Głuchołazach, został pochowany na cmentarzu komunalnym, w asyście sztandarów i żołnierzy, którzy żegnali go salutem honorowym.